# 울산교

울산교 야경

울산교 보행자 전용 교량 모습

울산교는 울산광역시 중구 성남동, 옥교동와 남구 신정동을 잇는 길이 356m 너비 8.7m이며, 태화강의 다리이다. 1935년 10월에 개통했으며, 태화강 남북을 잇는 주요한 도시기반시설로 오랜 기간 활용되어 오다가 1994년 11월 차량 통행이 금지되고, 현재는 보행자 전용 교량으로 이용하고 있다.

## 같이 보기
- 태화교
- 번영교